# وستفال-لارسن
وستفال-لارسن (انگلیسی: Westfal-Larsen) شرکت کشتیرانی نروژی است، که در سال ۱۹۰۵ تأسیس شد.